# Daniel Kirkpatrick
Pour les articles homonymes, voir Kirkpatrick.

a Compétitions nationales et continentales officielles uniquement.

b Matchs officiels uniquement.
Dernière mise à jour le 17 août 2021.
Daniel Kirkpatrick, né le 28 novembre 1988 à Napier (Nouvelle-Zélande), est un joueur néo-zélandais de rugby à XV qui évolue principalement au poste de demi d'ouverture. Il compte plusieurs sélections avec la Nouvelle-Zélande en catégorie de moins de 19 ans et moins de 20 ans.

## Carrière

### En club
Daniel Kirkpatrick suit sa formation rugbystique dans sa ville natale de Napier avec la Napier Boys' High School (en), et représente les équipes jeunes de la province de Hawke's Bay.
Il rejoint ensuite la province de Wellington, en 2007, avec qui il fait ses débuts professionnels en NPC. Il joue trois saisons avec Wellington, avec qui il est finaliste du championnat trois d'affilée,.
En 2009, il rejoint la franchise des Hurricanes évoluant en Super 14. Troisième choix à l'ouverture derrière Willie Ripia (en) et Piri Weepu, il ne joue que quatre rencontres lors de la saison.
Dans le but d'obtenir plus de temps de jeu, il décide de rejoindre les Blues pour la Saison 2010 de Super 14. Dans l'ombre de Stephen Brett, il ne dispute que six matchs, tous en tant que remplaçant.
En 2010 également, il fait son retour dans sa province d'origine, lorsqu'il rejoint Hawke's Bay en NPC.
En Super Rugby, il fait son retour avec les Hurricanes pour la saison 2011. Il obtient un temps de jeu respectable (huit matchs) lors de sa première saison, en se partageant le poste avec le jeune Aaron Cruden,. La saison suivante, malgré le départ de Cruden, il ne joue que trois rencontres comme remplaçant à cause de l'émergence de Beauden Barrett,.
En 2012, il décide de quitter son pays natal pour rejoindre le championnat français et le Castres olympique. Dans son nouveau club, il est principalement utilisé au poste de premier centre devant la concurrence de Rémi Talès et Pierre Bernard. Il remporte le Top 14 dès sa première saison, après une victoire en finale face à Toulon, où il n'entre pas en jeu,. Il entre en jeu l'année suivante, pour une nouvelle finale contre Toulon, que perd cette fois son équipe. En juin 2016, après quatre saisons à Castres, il n'est pas conservé et quitte le club.
Il signe ensuite un contrat d'une saison avec le SC Albi, évoluant en Pro D2. Il obtient un temps de jeu important avec le club tarnais, mais ne peut empêcher la relégation en Fédérale 1 au terme de la saison.
En 2017, il décide de rentrer en Nouvelle-Zélande, dans le but de relancer sa carrière. Après un passage par le club amateur de Petone, il fait son retour avec Wellington pour la saison 2017 de NPC,.
Peu après, il profite de la blessure longue durée d'Otere Black pour obtenir un contrat avec la franchise des Blues pour la saison 2018 de Super Rugby,. Recruté essentiellement pour seconder les inexpérimentés Bryn Gatland (en) and Stephen Perofeta, il ne foule que peu les terrains (quatre matchs) et n'est conservé au terme de la saison,.
Après son passage aux Blues, il rejoint la province d'Auckland en 2018. Il remporte le NPC dès sa première saison, mais il n'entre pas en jeu lors de la finale. Il joue un total de deux saisons avec Auckland, et quitte la province après la saison 2019.

### En équipe nationale
Daniel Kirkpatrick joue avec l'équipe de Nouvelle-Zélande des moins de 19 ans (en) en 2007, puis avec les moins de 20 ans en 2008, remportant à chaque fois le championnat du monde junior,.

## Palmarès

### En club
- Vainqueur du NPC en 2018 avec Auckland.
- Finaliste du NPC en 2007, 2008 et 2009 avec Wellington.

- Championnat de France de Top 14 :
  - Champion (1) : 2013
  - Finaliste (1) : 2014

### En équipe nationale
- Équipe de Nouvelle-Zélande -19 : Champion du monde en 2007
  - 5 sélections en 2007
  - 37 points marqués (2 essais, 1 pénalité, 12 transformations)
- Équipe de Nouvelle-Zélande -20 : Champion du monde en 2008
  - 5 sélections en 2008
  - 23 points marqués (1 essai, 2 pénalités, 6 transformations)